# Pero curla
Pero curla är en fjärilsart som beskrevs av Robert W. Poole 1987. Pero curla ingår i släktet Pero och familjen mätare. Inga underarter finns listade i Catalogue of Life.